# 電車焼き討ち事件

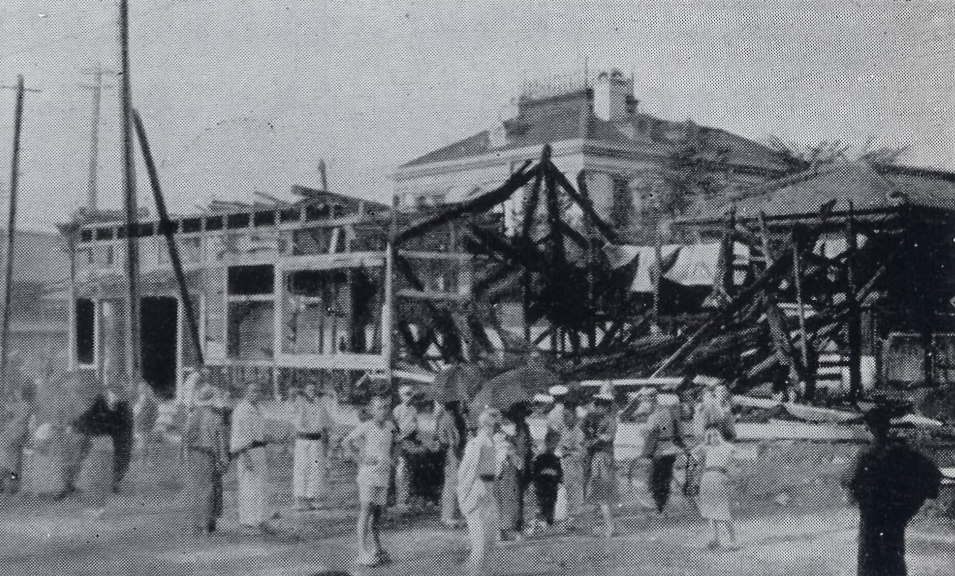
暴徒に破壊された柳橋駅

電車焼き討ち事件（でんしゃやきうちじけん）は、電車やその施設に放火すること。

## 主な電車焼き討ち事件
東京の市内電車（後の東京都電）における焼き討ち（東京市内電車値上げ反対運動）
1906年（明治39年）3月1日、当時東京市内に路面電車を運行していた東京電車鉄道、東京市街鉄道、東京電気鉄道の3社は、運賃を3銭から一斉に5銭に値上げすることを申請した。これに対して3月15日に開かれた反対集会の参加者が暴徒化し、電車の焼き討ちに発展した。各社は申請を取り下げたためいったん反対運動は沈静化した。
同年6月、3社は合併して東京鉄道が発足することになった。当時各社3銭、他社線に乗り換えるとさらに3銭の運賃体系となっていた。当時の利用客からは全社共通運賃を望む声が多く、また、全社とも日露戦争によって課せられた通行税によって経営が圧迫されていたため、3社合併と同時に運賃を4銭均一制とすることになった。
しかし、市民による値上げ反対運動が再発し、9月5日の「電車運賃値上げ反対市民大会」後に暴徒化した市民らは電車に投石、放火等の破壊行為を繰り返した。このときに破壊された電車は54両に上り、100名以上の検挙者を出す事件に発展した。また、この事件をきっかけに電車の公営化を望む声が強まり、最終的に1911年（明治44年）、東京市によって買収されるに至った。

名古屋電気鉄道（名古屋市電の前身）における焼き討ち
1914年（大正3年）、愛知県名古屋市において路面電車を運営していた名古屋電気鉄道（名電）に対し、市民は第一次世界大戦勃発直後の不況もあって運賃の高さに不満を持っていた。名電の運賃値上げを機にその不満が噴出し、市内路線の事業独占を糾弾すべくデモクラシー運動を展開する団体が鶴舞公園で主催した「電車賃値下問題市民大会」に多数が集まり、終了後に高揚した一部の参加者が暴徒化して、近くを走行していた市内電車や、郡部線（郊外路線）のターミナル駅であった柳橋駅と隣接する名電本社に対して破壊・放火するなどの事態に発展し、本社建屋・柳橋駅舎と電車23両などが被災（焼失・破壊）した。これによって、名古屋市当局は市内路線の市有化を強力に求めるべきとの考えを強め、1922年（大正11年）に名古屋電気鉄道の名古屋鉄道と名古屋市電への分割・事業譲渡として結実した。

## 類似事件

### 鉄道利用者の不満に起因する鉄道設備・運行への実力行使
- 庄内事件
- 上尾事件
- 首都圏国電暴動

### 国外
このような事件は日本国外でも発生しており、1980年代から2010年代にかけてスペイン、南アフリカ、ブラジルおよびアルゼンチンの一部の都市鉄道事業者は数度に渡る実力行使を受けている。そのうちの南アフリカとブラジルではそれが一時半常態化するに至り、特に後者では「電車を燃やす」という意味の単語が生まれたほどである。これらの中には過激派などの仕業も存在するが、鉄道事業者の運営状態（車両不足による間引き運転など）に抗議するものが大半を占めており、逆に電車を燃やすことでさらに車両が不足するという悪循環に陥ることも多かった。2019年にはチリの首都サンティアゴ・デ・チレにおいて、同地下鉄の運賃値上げに対し大規模な実力行使が発生し、複数の駅と車両が焼かれた。